# ゲヴュルツトラミネール
ゲヴュルツトラミネール（独：Gewürztraminer）は白ワイン用ブドウ品種である。薄いピンク色の果皮を持ち、造られるワインにはライチのような特徴的な香りがあるとされる。

## 起源
ゲヴュルツトラミネールの元となった品種は、イタリア北部のトレンティーノ＝アルト・アディジェ州で栽培されていたトラミナーであると考えられている。ゲヴュルツトラミネールは、トラミナーがドイツ圏で栽培されているうちに突然変異により発生した。このときにドイツ語で「スパイシー」という意味を持つ単語である「ゲヴュルツ」を冠した名前が付けられたとされている。

## 栽培
極めて速く熟す品種であるため、冷涼な気候が適する。デリケートな品種であり、うどんこ病の被害や霜害を受けやすい。

## 産地

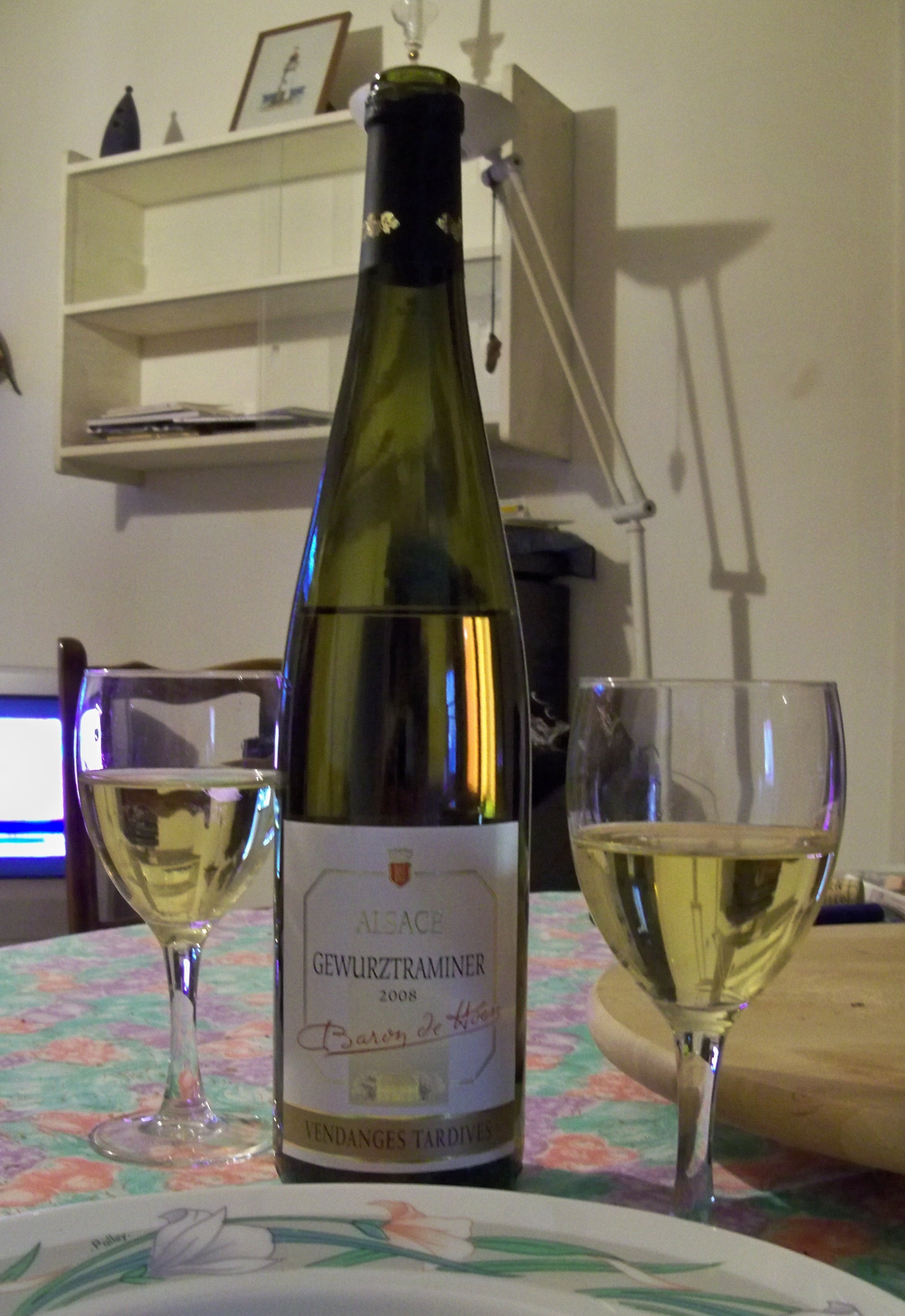
アルザスのゲヴュルツトラミネールで造られたヴァンダンジュ・タルディブのワイン。

### フランス
フランスはゲヴュルツトラミネールの栽培面積が最も多い国である。アルザス地方が代表的な産地であり、当地の粘土質土壌がゲヴュルツトラミネールに適していると言われている。アルザスではリースリング、ミュスカ、ピノ・グリとともに上質指定4品種に含まれており、甘口ワインであるヴァンダンジュ・タルディヴ（Vendanges Tardives）、セレクション・ド・グラン・ノーブル（Sélection de Grains Nobles）に用いることが可能である。

### ドイツ
2022年におけるドイツでの栽培面積は1120ヘクタール程度であり、これは全栽培面積の約1%を占める。南東部に位置するバーデン、ファルツで多く栽培されている。

### その他の地域
イタリアではトラミネール・アロマティコの名前で、トレンティーノ・アルト・アディジェ州で多く生産されている。オーストリアではシュタイヤーマルク州で栽培されており、トラミーナーと呼ばれている。また、モルドバ、ウクライナといった中央ヨーロッパから東ヨーロッパにかけて比較的栽培面積が大きい。
オーストラリア、ニュージーランド、カナダ、チリ、南アフリカといった国々でも栽培されており、国際品種のひとつとみなされている。

## ワインのスタイル
ワイン用ブドウ品種の中でも個性が強いと言われ、特徴的なライチ、マスカット、バラなどの香りのあるアロマティックなワインを生む。酸は穏やかであり、糖度が上がりやすいことから辛口だけでなく甘口に仕立てられることもある。特徴的な香りがあるため、ハーブやスパイスを効かせた料理と良く合うとされる。